# Contea di Morgan (Kentucky)
La contea di Morgan in inglese Morgan County è una contea dello Stato del Kentucky, negli Stati Uniti. La popolazione al censimento del 2000 era di 13 948 abitanti. Il capoluogo di contea è West Liberty